# 大成海運
大成海運株式会社（たいせいかいうん）は、愛媛県新居浜市惣開町に本社を置く海運会社。住友倉庫のグループ会社である。

## 事業所
- 本社 - 愛媛県新居浜市惣開町2-5
- 大阪事務所 - 大阪府大阪市港区海岸通2丁目6番15号 住友倉庫南岸営業所内
- 新居浜営業所 - 愛媛県新居浜市惣開町5-2（住友重機械工業　愛媛製造所新居浜工場内）
- 西条営業所 - 愛媛県西条市今在家1501（住友重機械工業　愛媛製造所西条工場内）
- 松山営業所 - 愛媛県松山市大可賀3-150-1　愛媛国際物流ターミナル内（愛媛エフ・エー・ゼット）

## 沿革
- 1949年4月 - 大成海運株式会社（本社：大阪府）設立。四国を中心に内航運送及び阪神地区での艀運送業務を開始。
- 1950年7月 - 新居浜出張所を開設。住友重機械工業愛媛製造所の重量貨物輸送、周辺企業の製品・資材の内航運送を開始。
- 1952年5月 - 船舶代理店業務を開始。四国地区における外航船舶代理店業務を開始。
- 1963年9月 - 港湾運送事業の沿岸荷役免許取得。住友重機械工業の工場構内作業・沿岸荷役作業を引き受け。
- 1965年3月 - 通関業の免許取得。
- 1970年5月 - 機械器具設置業の登録。据付工事及び機械加工・配管業務を開始。
- 1973年4月 - 住友重機械の進出に伴い、東予営業所（現・西条営業所）を開設。
- 1974年7月 - 輸出業務を本格化。
- 1985年
  - 2月 - 大型機械の海上運送業務へ進出。
  - 10月 - 輸出・据付一貫業務引き受け。
- 1996年1月 - 倉庫業に進出。松山臨港地区に愛媛FAZが完成、同施設で倉庫業を開始。
- 1997年11月 - 松山営業所で梱包業務を開始。
- 2007年6月 - 新居浜港湾運送事業協同組合を設立・加入。
- 2015年10月 - 神戸税関より四国地方で初となるAEO制度における認定通関業者認定を受ける[1]。
- 2017年6月 - 本店所在地を愛媛県新居浜市へ変更。
- 2019年3月 - 本社新社屋が完成。